# Zeit (musikalbum)
Zeit är Rammsteins åttonde studioalbum, utgivet den 29 april 2022. Albumets inspelning var oplanerad av bandet och skedde under covid-19-pandemin, i och med att Rammstein fick ställa in flera av sina planerade turnéer för det föregående albumet Rammstein.

## Låtlista
| Nr           | Titel             | Längd |
| ------------ | ----------------- | ----- |
| 1.           | Armee der Tristen | 3:26  |
| 2.           | Zeit              | 5:21  |
| 3.           | Schwarz           | 4:18  |
| 4.           | Giftig            | 3:08  |
| 5.           | Zick Zack         | 4:04  |
| 6.           | OK                | 4:03  |
| 7.           | Meine Tränen      | 3:57  |
| 8.           | Angst             | 3:44  |
| 9.           | Dicke Titten      | 3:38  |
| 10.          | Lügen             | 3:48  |
| 11.          | Adieu             | 4:36  |
| Total längd: | Total längd:      | 44:03 |